# (25614) Jankral
(25614) Jankral est un astéroïde de la ceinture principale d'astéroïdes.

## Description
(25614) Jankral est un astéroïde de la ceinture principale d'astéroïdes. Il fut découvert le 3 janvier 2000 à Socorro (Nouveau-Mexique) par le projet LINEAR. Il présente une orbite caractérisée par un demi-grand axe de 3,05 UA, une excentricité de 0,06 et une inclinaison de 0,5° par rapport à l'écliptique.

## Compléments